# Chaligny
 Chaligny  es una población y comuna francesa, en la región de Lorena, departamento de Meurthe y Mosela, en el distrito de Nancy y cantón de Neuves-Maisons.

## Demografía
| 2837 | 2864 | 3242 | 3077 | 2929 | 2955 |
| Para los censos de 1962 a 1999 la población legal corresponde a la población sin duplicidades (Fuente: INSEE [Consultar]) |      |      |      |      |      |